# Вулиця Олександра Довженка (Сміла)
Вулиця Олександра Довженка — вулиця у місті Сміла Черкаської області. Знаходиться у районі залізничного вокзалу. Розпочинається від вул. Веселої і закінчується вул. Павлова. Свою назву вулиця отримала на честь українського режисера Олександра Довженка.